# 俄羅斯的尼古拉·尼古拉耶維奇大公 (1856年—1929年)
俄罗斯的尼古拉·尼古拉耶维奇大公（俄语：Николай Николаевич Романов，1856年11月18日—1929年1月5日）是俄罗斯帝国在第一次世界大战时期的一名将军、沙皇尼古拉一世之孙，他在一战初期第一年担任俄军总司令，后来领导了俄罗斯在高加索的战争。1922年，他曾短暂被俄罗斯远东地区米哈伊尔·康斯坦丁诺维奇·季捷里赫斯领导的白军势力拥立为沙皇。

## 生平

### 早年
1856年11月18日，尼古拉於聖彼德堡出生，父親是老尼古拉大公。1872年尼古拉加入俄羅斯帝國陸軍，1877年俄土戰爭期間於巴爾幹戰區俄軍總司令的參謀部工作。1895年升任騎兵總監，引入現代化訓練方法及武器，提升俄軍水平。1905年至1914年成為禁衞軍司令和彼得堡軍區司令，並在1905年至1908年兼任國防委員會主席，期間為俄軍引入現代化訓練，特別是吸收日俄戰爭期間俄軍戰敗的經驗。

### 第一次世界大戰
1914年第一次世界大戰爆發，俄羅斯帝國加入戰爭。一戰前夕尼古拉大公已是俄國公認最具指揮能力的將領之一，因此戰爭爆發時沙俄政府官員及軍方要求沙皇尼古拉二世任命尼古拉大公成為俄軍統帥。原先沙皇打算進行親征，但礙於官員要求及公眾壓力而任命尼古拉大公成為俄軍統帥。1915年由於俄軍在東線戰場上的失利，沙皇尼古拉二世於1915年9月決定將其撤職，由沙皇親自接任總司令，並將尼古拉大公降為高加索方面軍司令。而尼古拉大公撤職原因被認為因尼古拉大公蔑視亞歷山德拉皇后寵信的妖僧拉斯普京，因此在拉斯普京的影響下沙皇決定將尼古拉大公降職。

### 俄國革命及流亡
在二月革命時沙皇尼古拉二世決定遜位前夕將俄軍總司令一職亦重新交由尼古拉大公，但尼古拉大公抵達位於莫吉廖夫的陸軍最高司令部總部的不足24小時後俄羅斯臨時政府總理李沃夫王公取消尼古拉大公就任總司令的任命。其後尼古拉大公在革命後於克里米亞半島隱居，並受到臨時政府監視，尼古拉大公幾乎不再在政壇上活躍。而俄國內戰爆發後曾有呼聲要求尼古拉大公指揮在俄羅斯南部的白軍，但當地白軍領袖（特別是鄧尼金）擔心尼古拉大公作為前俄羅斯帝國的王室成員具有強烈君主制色彩會損失左派支持者而拒絕尼古拉大公加入。
由於十月革命後布爾什維克已經處決多個原羅曼諾夫王朝的王室成員，加上白軍在當地處於劣勢，為逃避紅軍追捕尼古拉大公於1919年4月在英國皇家海軍協助下離開俄國，其後於法國定居，在1929年去世。
另外作為阿穆爾河沿岸臨時政府領䄂的白軍將領米哈伊爾·康斯坦丁諾維奇·季捷里赫斯亦於1922年在海參崴召開全俄羅斯縉紳會議，選出尼古拉大公為沙皇對抗蘇維埃俄國。但當時尼古拉大公已經離開俄國，而海參崴亦在會議後不足兩個月被紅軍佔領。